# Towarzystwo Naukowe im. Szewczenki
Towarzystwo Naukowe im. Tarasa Szewczenki (ukr. Наукове товариство імені Шевченка, NTSz) – najstarsza ukraińska instytucja naukowa działająca we Lwowie w latach 1873–1940, reaktywowana w 1989 (w latach 1947–1989 działała na emigracji w Europie Zachodniej oraz Ameryce).

## Powstanie i działalność
Powstało 11 grudnia 1873 we Lwowie z inicjatywy Ołeksandra Konyskiego i Ołeksandra Barwinskiego jako towarzystwo literackie pod nazwą Towarzystwo im. Szewczenki (Towarystwo im. Szewczenka). W 1892 roku zostało zreorganizowane przez Mychajłę Hruszewskiego, Wołodymyra Hnatiuka i Iwana Frankę w stowarzyszenie naukowe na wzór Akademii Umiejętności w Krakowie i odtąd zaczęło pełnić nieformalnie funkcję pierwszej ukraińskiej Akademii Nauk. Utworzono wówczas w jego ramach 3 sekcje problemowe: filologiczną, historyczno-filozoficzną i matematyczno-przyrodniczo-medyczną. Według nowego przyjętego wówczas statutu jego celem było pielęgnowanie i rozwijanie nauki w języku ojczystym, pielęgnowanie sztuki, gromadzenie i konserwowanie wszelkich pamiątek, starożytności i przedmiotów naukowych Rusi-Ukrainy. W związku z tym miało prowadzić: badania naukowe z filologij ruskiej i słowiańskiej, z historii rusko-ukraińskiej literatury i sztuki, z historii, i archeologii Ukrainy-Rusi, a także z nauk filozoficznych, politycznych, ekonomicznych i prawniczych, matematycznych, przyrodniczych z geografią i lekarskich. Towarzystwo swą działalność opierało na organizowaniu odczytów, dyskusji naukowych, zjazdów uczonych, literatów i artystów, a także ożywionej działalności wydawniczej. Pracami Towarzystwa kierował w tym czasie Wydział w którego skład wchodzili Julijan Cełewycz (prezes), Ołeksandr Barwinski, Kyryło Pankowski, Jewhen Gromnicki, Ołeksandr Kułaczkowśkyj, oraz jako zastępcy członków Piotr Ogonowskyj i prof. Iwan Werchratsk. Od 1898 Towarzystwo mieściło się we własnej kamienicy przy ul. Czarnieckiego 26 (Wynnyczenki) wzniesionej w 1880 według projektu Michała Fechtera. W budynku tym znajdowała się kancelaria, drukarnia, biblioteka, księgarnia, muzeum, pracownie ukraińskich artystów. Muzeum posiadało zbiory etnograficzne, kolekcję huculszczyzny, zbiory ceramiki, pisanek, znalezisk prehistorycznych. W 1912 z powodu braku miejsca Towarzystwo zakupiło sąsiednią kamienicę pod nr. 24, do której przeniesiono część zbiorów muzealnych.
NTSz od 1892 wydaje wydawnictwo seryjne Записки Наукового товариства імені Шевченка, do 2009 ukazało się 257 tomów Zapisek. NTSz wydawało też w latach 1900–1939 wydawnictwo Chronika Naukowogo towarystwa im. Szewczenka u Lwowi, Ponadto jego sekcje wydawały periodycznie tomy rozpraw tematycznych i nieperiodycznie m.in. Żereła do istoryi Rusy-Ukrajiny (od 1895), Ukrajinśko-ruśkyj archiw (1905). Pod jego patronatem ukazywały się „Literaturno-naukowyj wisnyk” (1898–1906) i seria Ukrajinśka biblioteka (od 1901).
W latach I wojny światowej Towarzystwo zostało zamknięte przez okupujące Lwów władze rosyjskie, jednak odrodziło się w latach II Rzeczypospolitej. Jego znanymi członkami byli m.in. Stepan Kaczała, Omelan Ohonowski, Julijan Romanczuk. Wsparcie finansowe tej inicjatywie zapewnili Jełyzaweta Skoropadśka-Myłoradowycz i Ołeksandr Konyśkyj. Stawiali oni sobie za cel organizację badań naukowych i ich popularyzację.
Po agresji ZSRR na Polskę i okupacji Lwowa przez Armię Czerwoną, Towarzystwo zostało zlikwidowane przez władze sowieckie 12 stycznia 1940, Jego funkcję w okresie sowieckim pełniła Akademia Nauk Ukraińskiej Socjalistycznej Republiki Radzieckiej.
W 1947 z inicjatywy Wołodymyra Kubijowycza i Iwana Rakowskiego Towarzystwo wznowiło swą działalność na emigracji. Kubijowycz w latach 1947–1963 był sekretarzem generalnym NTSz, W 1952 towarzystwo stało się federacją oddziałów działających w Australii, USA, Kanadzie, Francji. W latach 1952–1985 prezesem oddziału w Paryżu był Kubijowicz. W tym okresie nakładem NTSz ukazała się Encykłopedija Ukrajinoznawstwa (t. 1–8 1949–70) oraz Ukraine. A Concise Encyclopedia (t. 1–2, Toronto 1963–68).
Po upadku Związku Sowieckiego działalność NTSz została reaktywowana we Lwowie w 1989 r. Jego pierwszym przewodniczącym został Ołeh Romaniw.

## Archiwum
Najcenniejsze zbiory archiwum Towarzystwa zostały wywiezione ze Lwowa przez Niemców w 1944 do Adelina (obecnie Zagrodno) na Dolnym Śląsku tuż przed wkroczeniem Armii Czerwonej do Lwowa. Jesienią 1945 zostały one przypadkowo odnalezione, a następnie przewiezione do Warszawy i złożone w Bibliotece Narodowej.

Dokumenty tego archiwum obejmują następujące zagadnienia:
- Rząd Ukraińskiej Republiki Ludowej (1918–1919),
- Ukraińska Armia Galicyjska (UHA) (1918–1920),
- Ukraińskie Zjednoczenie Narodowo-Demokratyczne (UNDO) (1922–1938),
- Ukraińska Reprezentacja Parlamentarna w Sejmie II RP (1924–1938),
- Obozy internowanych żołnierzy armii URL w Polsce (1919–1922),
- Partyzancko-Powstańczy Sztab Armii UNR gen. Tiutiunnyka (1919–1922),
- Towarzystwo Proswita (1892–1939),
- archiwum Dmytra Doncowa (1907–1939),
- archiwum senatorki Ołeny Kysielewskiej (1928–1939),
- archiwum Iwana Łypy (1902–1938).

W latach 1997, 1999 i w 2001 roku prowadzone były rozmowy w sprawie wymiany ww. archiwów na znajdujące się w archiwach ukraińskich zbiory Zakładu Narodowego im. Ossolińskich, zbiory Władysława Łozińskiego, księgozbiór ks. Witolda Czartoryskiego (tzw. Księgozbiór z Honfleur), zbiory Bolesława Orzechowicza, pamiątki polskie z Muzeum Narodowego im. Króla Jana III we Lwowie, obiekty z kolekcji Adama Smolińskiego i inne.

## Prezesi Towarzystwa we Lwowie
- Kornyło Suszkewycz (1873–1885)
- Sydir Hromnickyj (1885–1887, 1889–1891)
- Demian Hładyłowycz (1887–1889, 1891–1892)
- Julijan Cełewycz (1892)
- Ołeksandr Barwinśkyj (1893–1897)
- Mychajło Hruszewski (1897–1913)
- Stepan Tomasziwskyj (1913–1918)
- Wasyl Szczurat (1919–1923)
- Kyryło Studynśkyj (1923–1932)
- Wołodymyr Łewyćkyj (1932–1935)
- Iwan Rakowśkyj (1935–1940)

po reaktywacji:
- Ołeh Romaniw (1989–2005)
- Ołeh Kupczynśkyj (2005–2014)
- Roman Kusznir (od 2014)